# Usługa Over-the-Top
Usługa Over-the-Top (skrót OTT) z j. ang. usługa świadczona ponad siecią – usługa polegająca na dostarczaniu zawartości (content), usług (services) lub aplikacji (applications) za pośrednictwem sieci Internet bez bezpośredniego zaangażowania dostawcy usługi dostępu do Internetu. Według niektórych źródeł usługa OTT musi być rzeczywiście lub potencjalnie substytucyjna dla tradycyjnej usługi telekomunikacyjnej.
Odpłatność usługi nie wpływa na jej status jako usługi OTT.
Organ Europejskich Regulatorów Łączności Elektronicznej (ang. BEREC) zaproponował podstawowy podział usług OTT na trzy kategorie:
OTT-0 usługa OTT, która jest jednocześnie usługą telekomunikacyjną,
OTT-1 usługa OTT, która ma lub potencjalnie może być substytucyjna dla usługi telekomunikacyjnej,
OTT-2 usługa, która nie ma odpowiadającej jej usługi telekomunikacyjnej.
Do przykładowych usług OTT zaliczyć należy usługi audialne (np. Spotify czy Deezer), audiowizualne (np. Hulu czy Netflix), usługi łączności (Facebook Messenger czy Skype).
W ramach obecnej regulacji prawnej wdrożonej w państwach członkowskich Unii Europejskiej, różne źródła odmiennie podchodzą do podziału pomiędzy usługą telekomunikacyjną, a usługą OTT. Dominującym zdaniem jest, jednak, że niektóre usługi OTT mogą być uznawane za tradycyjne usługi telekomunikacyjne. Potwierdził to Trybunał Sprawiedliwości Unii Europejskiej wyrokiem z dnia 5 czerwca 2019 r. w sprawie C-142/18. W treści tego wyroku Trybunał potwierdził, że SkypeOut musi być traktowany tak jak usługi łączności elektronicznej, o których mowa w art. 2 lit. c dyrektywy ramowej. Usługi łączności elektronicznej to unijny odpowiednik polskiej usługi telekomunikacyjnej. Trybunał stwierdził, że usługa VoIP pozwalająca na połączenie z tradycyjnym numerem telefonicznym jest usługą łączności elektronicznej, jeśli:
- wydawca programu umożliwiającego korzystanie z programu pobiera wynagrodzenie za świadczenie usługi;

- świadczenie usługi wymaga zawarcia przez wydawcę umów z dostawcami usług telekomunikacyjnych, którzy będą przekazywać i zakończać połączenia w publicznej komutowanej sieci telefonicznej.

Europejski Kodeks Łączności Elektronicznej samodzielnie określa status usług OTT. Jednoznacznie kwalifikuje on jako usługi telekomunikacyjne takie usługi OTT, które spełniają kryteria usługi łączności interpersonalnej, tzn. usługi umożliwiające interpersonalną i interaktywną wymianę informacji, w tym połączenia głosowe między dwiema osobami, wszystkie rodzaje poczty elektronicznej, usług przekazywania wiadomości lub czatów grupowych. Oznacza to, że usługi te będą traktowane tak samo jak tradycyjne usługi łączności elektronicznej, czyli usługi telekomunikacyjne. EKŁE nie został jeszcze wdrożony do państw członkowskich UE. Termin na transpozycję mija 20 grudnia 2020 r.
W literaturze nie ma zgody co do tego czy usługa OTT może być świadczona także przez przedsiębiorców telekomunikacyjnych, jak i przez podmioty, które nimi nie są i nie uzyskały wpisu do Rejestru Przedsiębiorców Telekomunikacyjnych.